# Rio Cotmeana
O Rio Cotmeana é um rio da Romênia, afluente do Vedea, localizado no distrito de Argeş.